# Île-Saint-Bernard-Windmühle

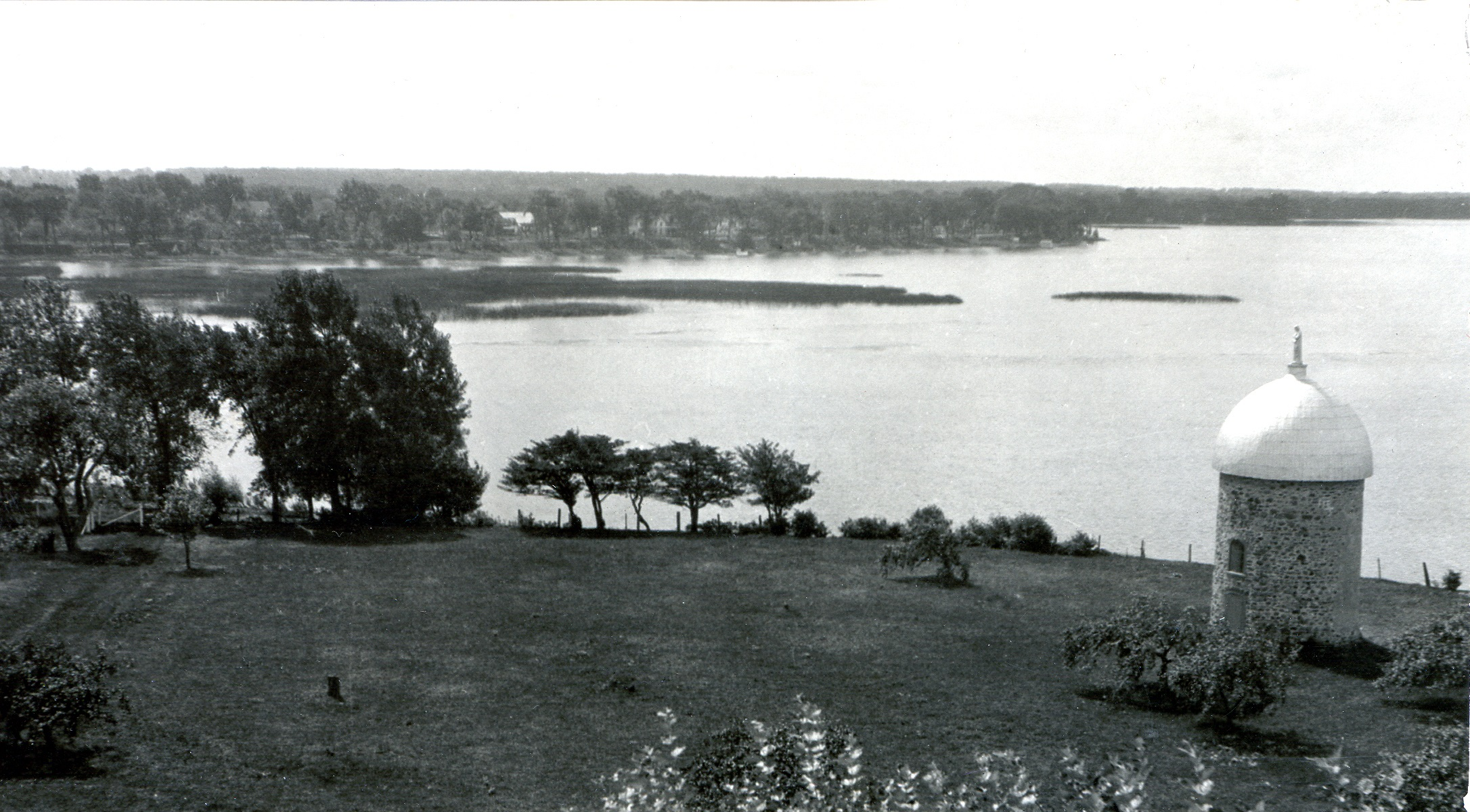
Île-Saint-Bernard-Windmühle

Die Île-Saint-Bernard-Windmühle (auch Île-Saint-Bernard-de-Châteauguay-Windmühle) ist eine von 18 historischen Windmühlen in der kanadischen Provinz Québec. Sie befindet sich in Châteauguay auf der namensgebenden Insel im Sankt-Lorenz-Strom und wurde zur Zeit der Seigneurie unter Charles Le Moyne 1688 erbaut. Zwei Jahre später, am 6. September 1690 wurde hier Sieur Jean Le Metteyer Des Marets von Irokesen getötet.

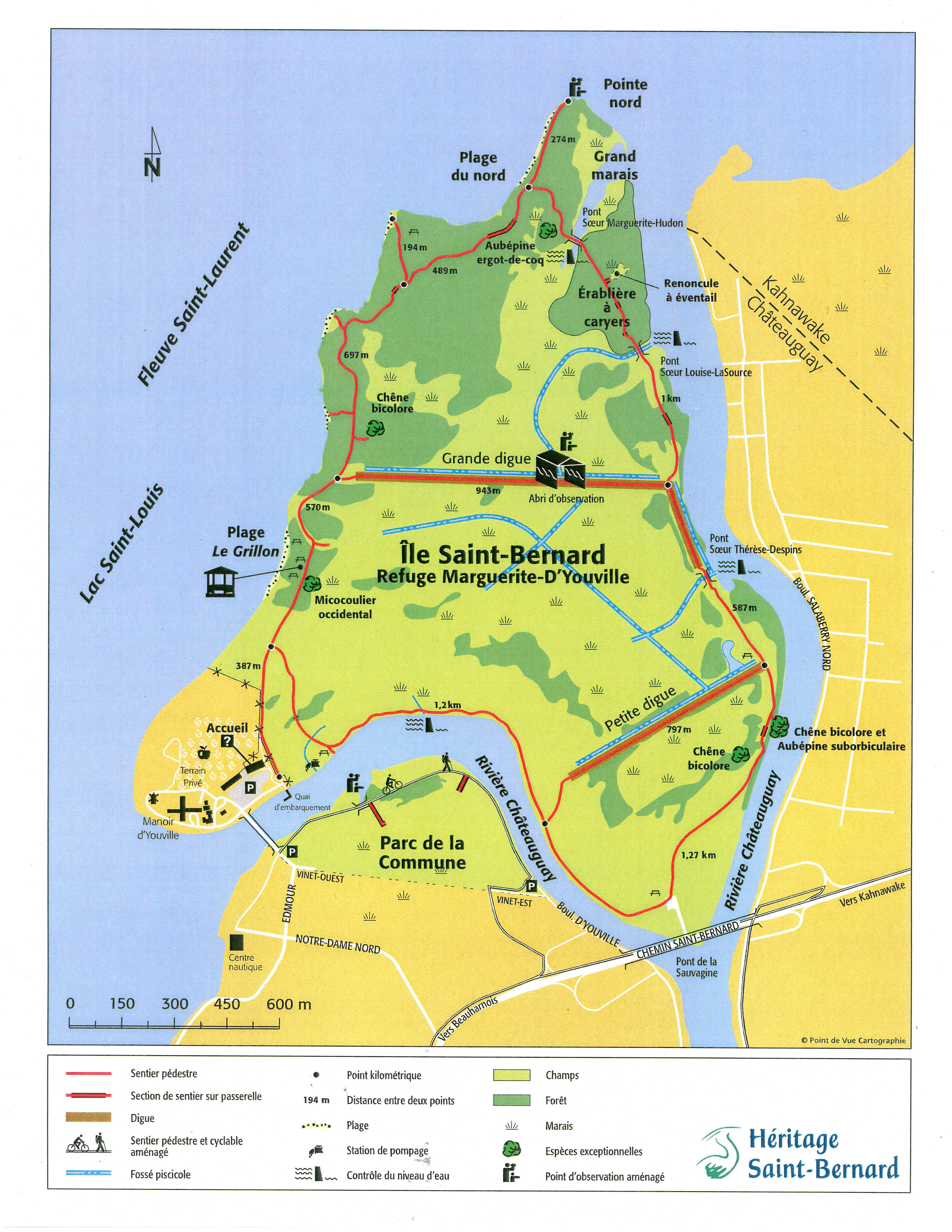
Karte der Insel

Nachdem 1765 unter Leitung von Marguerite d’Youville die Sœurs de la Charité de Montréal die Seigneurie erworben hatten, begann ein bereits 1765 geplanter Neubau, der 1769 abgeschlossen werden konnte. Neben der Weizenmühle entstand eine Walkmühle für die Verarbeitung des Leinens, sowie eine kleine Sägemühle.